# Alan Lopes
Alan Lopes Santana, (Rio de Janeiro, 25 de fevereiro de 1980), é deputado estadual eleito pelo estado do Rio de Janeiro, é filiado ao Partido Liberal (PL).